# El Coquillo, Ayutla de los Libres
El Coquillo är en ort i Mexiko.   Den ligger i kommunen Ayutla de los Libres och delstaten Guerrero, i den södra delen av landet, 280 km söder om huvudstaden Mexico City. El Coquillo ligger 1 046 meter över havet och antalet invånare är 189.
Terrängen runt El Coquillo är lite bergig. Runt El Coquillo är det ganska glesbefolkat, med 29 invånare per kvadratkilometer. Närmaste större samhälle är Ayutla de los Libres, 17,4 km väster om El Coquillo. I omgivningarna runt El Coquillo växer i huvudsak städsegrön lövskog.